# 阿爾皮納 (阿肯色州)
阿爾皮納（英語：Alpena）是一個位於美國阿肯色州布恩縣和卡羅爾縣的城鎮。根據2020年美國人口普查，該地人口為374人，而該地的面積約為3.43平方千米。

## 地理
阿爾皮納的座標為36°17′37″N 93°17′46″W / 36.29361°N 93.29611°W，而該地的平均海拔高度為348米（即1142英尺）。